# ميغيل رودريغو فارغاس
ميغيل رودريغو فارغاس (18 نوفمبر 1978 بلشبونة في البرتغال - ) هو لاعب كرة قدم برتغالي في مركز الوسط. شارك مع منتخب البرتغال تحت 21 سنة لكرة القدم. أما مع النوادي، فقد لعب مع ألفيركا وأيل ليماسول وإشتوريل برايا وسبورتينغ لشبونة ب وسبورتينغ لشبونة ونادي أكاديميكا كويمبرا ونادي باسوش دي فيريرا ويو دي ليريا ونادي إيسبينهو وAEP Paphos FC ‏ وAPOP Kinyras FC ‏ وAyia Napa FC ‏ وS.C. Lourinhanense ‏.

## وصلات خارجية
- ميغيل رودريغو فارغاس على موقع قاعدة بيانات كرة القدم.إي يو (الإنجليزية)
- ميغيل رودريغو فارغاس على موقع Soccerway.com (الإنجليزية)